# Dorsal de Adén

Dorsal de Adén-Sheba.

La dorsal de Adén es parte de un sistema dorsal activo oblicuo, localizado en el golfo de Adén, entre Somalia y la península árabe al norte. El sistema de dorsales marca la frontera divergente entre las placas tectónicas somalí y árabe, extendiéndose desde la falla transformante de Owen en el mar árabe hasta la triple unión de Afar o la Pluma de Afar bajo el golfo de Tadjoura en Yibuti.
El golfo de Adén está dividido de este a oeste en tres regiones distintas por discontinuidades de gran escala, las fallas de transformación Socotra, Alula Fartak, y Shukra-El Shiek. La dorsal de Adén, localizada en la región central, se extiende acotada por las fallas Alula Fartak y Shukra-El Shiek. La dorsal de Adén conecta con la dorsal de Sheba en la región oriental y con la dorsal Tadjoura en la región occidental.  La dorsal de Adén está muy segmentada debido a su naturaleza oblicua. A lo largo de la dorsal existen siete fallas de transformación que se extienden hacia el norte.

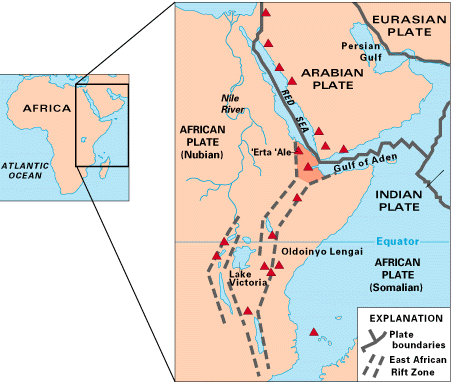
Mapa del Este de África mostrando algunos de los volcanes activos históricamente (señalados con triángulos rojos) y el Triángulo Afar (sombreado en el centro), que es un punto de triple unión donde tres placas se empujan entre sí: La placa arábiga y las dos partes de la placa Africana, la placa nubia y la placa somalí, dividiendo el Este Africano en dos partes.

## Iniciación del plegamiento
La extensión del sistema de la dorsal del golfo de Adén empezó en el Eoceno tardío - Oligoceno temprano (hace ~35 Ma ), causada por el desplazamiento hacia nordeste de la placa árabe alejándose de la placa africana a razón de unos 2 cm/año, y el desarrollo de la pluma de Afar.  La extensión finalmente dio lugar a la extensión del suelo marino, primero iniciado cerca de la falla de transformación de Owen hace ~18 Ma.  Luego la extensión del suelo marino se propagó hacia el oeste hasta la falla Shukra-El Shiek a razón de 14 cm/año hace aproximadamente 6 Ma  propagándose al oeste de la falla Shukra-El Shiek hasta que terminó en la Pluma de Afar. Se cree que la pluma de Afar  contribuyó a la iniciación de la dorsal de Adén, debido al flujo de material del manto caliente a través de la litosfera delgada debajo del Golfo de Adén.  En la actualidad, la dorsal de Adén se está extendiendo a razón de 15 mm/año.

## Segmentación de la dorsal de Adén
Comparada con las dorsales vecinas, la de Adén está mucho más segmentada. La dorsal de Adén está rota por siete fallas transformantes con segmentos de la dorsal de entre 10 y 40 km. En contraste, la dorsal Sheba está rota solamente por tres fallas de transformación y la dorsal Tadjoura continúa esencialmente sin dislocación hasta la Pluma de Afar.  Sauter et al. (2001) propusieron que variaciones en el espaciado de células a lo largo de las dorsales es resultado de la relación de extensión; es decir, más grande espaciado resulta de relaciones de extensión más lentas. Aun así, la variación en los índices de extensión en el Golfo de Adén, 18 mm/año en el este y 13 mm/año en el oeste, no es lo suficientemente grande como para explicar las variaciones que se observan entre la longitud de célula en la dorsal de Adén y las longitudes de célula de las dorsales vecinas.  Una causa probable de la segmentación de la dorsal de Adén es su distancia a la Pluma de Afar. El occidental la mayoría de región del Golfo, donde está localizada la dorsal Tadjoura, tiene anómalamente una alta temperatura de manto debido a su proximidad a la Pluma de Afar. El resultado de esto es magmatismo bajo la dorsal, lo cual deja segmentos sin fallas transformantes.  La diferencia en segmentación entre las dorsles de Adén y Sheba puede ser explicado por grados variables de oblicuidad.